# Phare de Susak
Le phare de Susak'en croate : Svjetionik Otok Susak) est un phare actif situé sur le point le plus haut de l'ile Susak dans le Comitat de Primorje-Gorski Kotar en Croatie. Le phare est exploité par la société d'État Plovput .

## Histoire
Le phare, construit en 1885 sur l'île Susak (archipel Cres-Lošinj, marque le point le plus à l'ouest de l'archipel en mer Adriatique. Il se situe au de l'île Unije.
Le phare est encore pourvue de gardiens. Il possède aussi un Système d'identification automatique pour la navigation maritime.

## Description
Le phare  est une tour circulaire de 12 m de haut, avec galerie et lanterne, centrée sur une maison de gardien en pierre de deux étages. L'ensemble du bâtiment est de couleur blanche. Il émet, à une hauteur focale de 100 m, deux longs éclats blancs de deux secondes toutes les 10 secondes. Sa portée est de 19 milles nautiques (environ 35 km) pour le feu principal et 8 milles nautiques (environ 15 km) pour le feu de veille.
Identifiant : ARLHS : CRO-050 - Amirauté : E3036 - NGA : 12260 .

## Caractéristiques dufeu maritime
Fréquence : 10s (W-W)
- Lumière : 2 secondes
- Obscurité : 2 secondes
- Lumière : 2 secondes
- Obscurité : 4 secondes

|           |
| Île Susak |

|                                           |
| Archipel Cres-Lošinj (localisation Susak) |

### Lien connexe
- Liste des phares de Croatie